# Genozidprävention
Genozidprävention umfasst politische, juristische und gesellschaftliche Maßnahmen, die dazu dienen sollen, Völkermord und andere Massengewaltverbrechen frühzeitig zu erkennen und zu verhindern. Die Debatte über Ziel, Definition und Wirksamkeit präventiver Strategien ist integraler Bestandteil der Völkermordforschung und wird auch in der internationalen Politik kontrovers geführt.

## Entwicklung des Feldes

### Völkerrecht
Die völkerrechtliche Grundlage für Genozidprävention bildet die Konvention über die Verhütung und Bestrafung des Völkermordes der Vereinten Nationen von 1948. Vertragsstaaten sind verpflichtet, sowohl Prävention als auch Bestrafung von Genozid sicherzustellen.
Mit der Schutzverantwortung, beschlossen beim UN-Weltgipfel 2005, wurde die Prävention von Massenverbrechen erstmals institutionell verankert. Sie umfasst drei Säulen: (1) die Schutzpflicht des Staates, (2) internationale Unterstützung und Kapazitätsaufbau, (3) kollektives Handeln bei Staatsversagen, einschließlich militärischer Maßnahmen als letztem Mittel. Die UN richtete 2004, beeinflusst durch die mangelnde Prävention des Völkermords in Ruanda und des Völkermords von Srebrenica, dazu ein Amt für einen Sonderberater zur Prävention von Genozid ein. Dieses Amt betreibt Risikoanalyse, Frühwarnung und Beratung des UN-Sekretariats sowie des Sicherheitsrats.
Der Internationale Gerichtshof urteilte 2007, dass Staaten nicht nur Täter bestrafen, sondern Genozid aktiv verhindern müssen, auch außerhalb ihres Staatsgebiets.

### Völkermordforschung
Die akademische und politische Auseinandersetzung mit Genozidprävention begann in der zweiten Hälfte des 20. Jahrhunderts. Frühe Arbeiten, wie Leo Kupers The Prevention of Genocide (1986), konzentrierten sich primär auf die Rolle internationaler Organisationen, insbesondere der Vereinten Nationen, und deren fehlende Intervention in laufende Gewaltkonflikte. Auch populärwissenschaftliche Werke wie Samantha Powers A Problem from Hell (2002) prägten diese Sichtweise, indem sie die zögerliche Reaktion westlicher Staaten, insbesondere der USA, auf Völkermorde im 20. Jahrhundert kritisierten.
In jüngerer Zeit wird das Interventionsparadigma in der Völkermordforschung zunehmend hinterfragt. Neue Ansätze betonen die Notwendigkeit umfassender, mehrstufiger Präventionsstrategien, die strukturelle Ursachen ebenso adressieren wie akute Bedrohungen und die Verantwortung nicht nur bei internationalen, sondern auch bei lokalen und zivilgesellschaftlichen Akteuren sehen.

## Mehrstufige Präventionsmodelle
Die moderne Völkermordforschung begreift Völkermord zunehmend als Eskalationsprozess, der sich über längere Zeiträume entwickelt. Daraus ergibt sich ein dreistufiges Modell der Prävention:
1. Primärprävention (Upstream Prevention): Risikobewertung, Stärkung gefährdeter Gruppen, Abbau von Ungleichheiten, Förderung demokratischer Strukturen.
2. Sekundärprävention (Midstream Prevention): Maßnahmen zur Eindämmung laufender Gewalthandlungen, einschließlich Sanktionen, diplomatischer Initiativen und gegebenenfalls militärischer Intervention.
3. Tertiärprävention (Downstream Prevention): Aufarbeitung, Gerechtigkeit und institutionelle Reformen nach Massengewalt, etwa durch Wahrheitskommissionen oder Wiedergutmachungsprogramme.

Dieses umfassende Verständnis erweitert die zeitlichen und politischen Handlungsspielräume zur Verhinderung von Völkermord. Es betont, dass wirksame Prävention nicht erst im Krisenfall, sondern idealerweise lange davor und auch danach stattfinden muss.

## Herausforderungen
Kerry Whigham betont, lokale und nichtstaatliche Akteure müssten stärker in die Prävention einbezogen werden. Studien würden zeigen, dass viele gewaltsame Konflikte auf subnationaler Ebene beginnen. Frühwarnsysteme für Genozid müssten deshalb lokale Indikatoren stärker berücksichtigen. Gleichzeitig spielen zivilgesellschaftliche Organisationen eine entscheidende Rolle, sei es durch Aufklärungsarbeit, Mediation oder Dokumentation von Menschenrechtsverletzungen.
Die Genozidforscherin Elisa von Joeden-Forgey kritisiert die Schwäche internationaler Präventionsmechanismen. Ein markantes Beispiel dafür sei der Bergkarabachkonflikt, bei dem trotz frühzeitiger Warnzeichen vor einem drohenden Völkermord an der armenischen Bevölkerung keine entschlossene Reaktion der internationalen Gemeinschaft erfolgt sei. Von Joeden-Forgey sieht darin ein Symptom für die politische Instrumentalisierung und Normalisierung von Genozid durch westliche Staaten, die aus geopolitischen Gründen gezielt wegsehen würden.